# Underneath the Stars
"Underneath the Stars" é uma canção gravada pela artista musical estadunidense Mariah Carey, lançada em 10 de março de 1996 pela distribuidora fonográfica Columbia Records como o sexto e último single do seu quinto álbum de estúdio, Daydream (1995). Foi composta e produzida por Carey e Walter Afanasieff ao longo do ano de 1995. Foi lançada com o lado B de "Forever" na Austrália. Influenciada por R&B e considerada pela cantora como uma das suas músicas favoritas, apresenta uma melodia suave e com estilo retrô.
"Underneath the Stars" recebeu uma fraca divulgação nos Estados Unidos, tendo consequentemente não entrado na tabela Billboard Hot 100. No entanto, a canção conseguiu alcançar a sexagésima nona posição na Hot R&B/Hip-Hop Songs. Foi recebida com opiniões positivas pela crítica especializada em música contemporânea, que fez comparações a trabalhos iniciais de uma das maiores inspirações vocais da artista, Minnie Riperton. Foi, ainda, considerada um dos destaques de Daydream. Um vídeo musical foi filmado na França e no Reino Unido, mas não chegou a ser lançado à época; apenas em novembro de 2020, foi posto para exibição através do canal Vevo, enquanto parte do projeto de comemoração de seus 30 anos de carreira. A faixa foi interpretada durante toda a turnê Daydream World Tour, com o desempenho no Tokyo Dome sendo incluído em um DVD intitulado Mariah Carey Live in Japan e, mais tarde, no disco The Rarities (2020).

## Antecedentes e lançamento

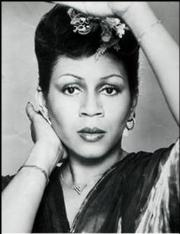
"Underneath the Stars" serve como uma espécie de tributo à uma das principais inspirações vocais de Carey, a cantora Minnie Riperton.

Ao longo de 1993, Carey começou a conceituar Music Box, que tornou-se o álbum mais vendido de toda a sua carreira. Para seus dois álbuns anteriores, as escolhas criativas da artista eram fortemente controladas por sua gravadora, a Columbia Records, e também pelo seu esposo e diretor executivo da mesma, Tommy Mottola. O seu trabalho predecessor, Emotions (1991), cujas influências musicais foram baladas das décadas de 50, 60 e 70, respectivamente o gospel, o rhythm and blues (R&B) e o soul, não conseguiu alcançar o mesmo sucesso do seu álbum de estreia auto-intitulado (1990). Na sequência do seu desempenho comercial fraco avaliado pela Columbia, Music Box viria a ser um projeto mais comercial, sendo que as canções poderiam acumular mais audiência nas principais estações de rádio. O álbum foi composto com uma influência mais pop, e mais convencional do que qualquer música de Emotions. Music Box vendeu mais de 32 milhões de cópias em todo o mundo, e ganhou seu lugar entre os álbuns mais vendidos de todos os tempos. Devido ao sucesso do álbum, a gravadora permitiu que a cantora tivesse mais controle sobre a música que gravaria em Daydream, o seu quinto trabalho.
Antes de Carey começar a procurar uma direção para o álbum seguinte, a mesma já tinha uma ideia para a melodia de "Underneath the Stars", e sentiu que esta iria encaixar-se no álbum, independentemente do som que tivesse. Como tal, tornou-se na primeira música que ela compôs para o álbum, e serviu como uma espécie de tributo à música que ela ouvia enquanto crescia, e também à uma das suas principais inspirações vocais, a cantora Minnie Riperton. A canção acabou sendo escolhida como o sexto e último single do álbum, sendo lançado em 5 de abril de 1996. Na Austrália, o single foi divulgado como o lado B do single anterior de Carey, "Forever".

## Controvérsia
"Há um monte de músicas que eu estou feliz de ver que estão 'indo ver a luz do dia'. Acho que as pessoas vão gostar deste Greatest Hits porque há canções nele que não foram lançadas como singles."

— Mariah Carey fazendo uma declaração sobre o seu segundo álbum de compilação, em entrevista à MTV.
Ao longo de 1998, Carey estava num processo de seleção das canções para o seu primeiro álbum de compilação. O disco, juntamente com "Underneath the Stars" e "Breakdown" (1998), levou a um conflito público com a Columbia Records. A cantora queria incluir as duas canções no projeto, e sentiu que uma compilação de maiores sucessos devem refletir sobre as suas canções mais pessoais e favoritas, e não apenas as mais comerciais. A Sony Entertainment, por outro lado, queria lançar um álbum com suas músicas que foram número um nos Estados Unidos, sem qualquer material novo. Para acompanhar os seus treze números um, Carey gravou quatro canções novas. Ela achou que a não inclusão de material novo seria como uma "fraude" para os seus fãs. Apesar de já ter tido feito um acordo com o seu gerente, Carey várias vezes manifestou o seu desagrado com a seleção das músicas para a coletânea, expressando o seu desapontamento com a omissão de sua "música favorita".
Por esta razão, a Sony então intitulou o álbum como #1's (1998), levando Carey a expressar o verdadeiro conteúdo do álbum, uma coletânea de seus maiores sucessos que atingiram o primeiro posto. Em dezembro de 2001, a Columbia lançou o álbum Greatest Hits, que apresentou músicas que alcançaram o número um juntamente com outras que a artista achou que "realmente mereciam ser ouvidas", como "Underneath the Stars" e "Forever".

## Estrutura musical e conteúdo
"Underneath the Stars" apresenta uma vibração soul dos anos 70, bem como arranhões sintéticos de gravação, para dar à música um som autêntico da época. A canção também incorpora o uso da voz dupla de Carey, no qual ela canta os versos em uma oitava inferior. Carey inseriu um pouco de R&B contemporâneo, e prestou uma homenagem ao estilo musical de Minnie Riperton, que foi uma das maiores influências vocais para si. Segundo o autor Chris Nickson, a canção tem um som suave que distribui textura e graves, mostrando um lado mais criativo da cantora. Em sua análise crítica a Daydream, Stephen Holden, do jornal The New York Times destacou a voz dupla da música, bem como o seu conteúdo lírico: "'Underneath the Stars', na qual as vozes são da Sra. Carey, alcança a sinergia entre os versos que ela canta: 'Beautifully and bittersweetly/You were fading into me'." (em português:  "Belo e agridoce/Você foi desaparecendo em mim")

## Recepção crítica
Apesar de não ter sido lançada comercialmente, "Underneath the Stars" tornou-se numa das faixas mais bem recebidas do álbum, com críticos de música elogiando a sua instrumentação e vocais. Chris Nickson, autor de Mariah Carey revisited: her story, disse que a música foi "forte como qualquer música lenta lançada na década de 90". Chris Dickinson, do St. Louis Post-Dispatch, chamou a música de uma das melhores composições de Carey, e escreveu que ela "facilmente desperta uma sensualidade com a sua linha de baixo e arranhões sintéticos de gravação." O escritor e jornalista Christopher John Farley, da revista TIME, descreveu "Underneath the Stars" como "boa e alegremente nostalgia", enquanto Cheo H. Coker chamou-a de "dinâmica, porém sutil."

## Promoção
Em 11 de fevereiro de 2012, Carey revelou através de sua conta do Twitter que um videoclipe para a canção foi realmente gravado. As sessões de filmagem ocorreram no Reino Unido e na França; ela comentou que até então nunca havia sido lançado, e não sabia onde se encontrava. Entretanto, ele acabou sendo descoberto e lançado através da plataforma do YouTube pelo canal VEVO da artista em 13 de novembro de 2020, ano do projeto em que comemorou os seus 30 anos de carreira. Devido ao seu lançamento limitado e fraco desempenho comercial, "Underneath the Stars" foi interpretada ao vivo apenas durante a Daydream World Tour (1996). Durante os concertos no Japão, Carey posicionou a música como a décima faixa do setlist. Aparecendo no palco usando um vestido de noite longo e preto, a cantora discutiu a composição da música e o desenvolvimento com o público, antes do seu recital. A performance ao vivo do Tokyo Dome, em 7 de março de 1996, foi gravada e mais tarde lançada em um DVD intitulado Mariah Carey Live In Japan. Em 2020, foi incluída também em The Rarities, coletânea de faixas gravadas por Carey e nunca antes lançadas de forma comercial. Apesar da canção ter recebido promoção quase nula, a canção recebeu um número limitado de cópias nos Estados Unidos, onde conseguiu atingir o pico dentro das setenta melhores posições da tabela musical Hot R&B/Hip-Hop Songs.

## Alinhamento de faixas e formatos
"Underneath the Stars" foi lançada em edições diferentes na Europa e na Austrália. A edição europeia apresenta a versão do álbum e um remix, que está disponibilizado em suas versões com e sem rap. A edição australiana apresenta o lado B "Forever" e a sua versão ao vivo no Tokyo Dome, a versão do álbum, e uma apresentação ao vivo de "Make It Happen".
| - CD single [Europa] / 12" 1. "Underneath the Stars" — 3:33 2. "Underneath the Stars" (Drifiting Re-Mix) — 4:00 3. "Underneath the Stars" (Drifiting Re-Mix without Rap) — 4:00 | - CD single [Austrália] 1. "Forever" — 4:01 2. "Underneath the Stars" — 3:33 3. "Forever" (ao vivo no Tokyo Dome) — 4:12 4. "Make It Happen" (ao vivo) — 4:43 |

## Créditos e pessoal
Creditos adaptados do encarte do disco Daydream (1995):
- Mariah Carey — vocais principais, composição, produção e arranjos
- Walter Afanasieff — composição, produção e arranjos, mixagem
- Herb Powers — masterização
- Dan Shea — programação
- Dana Jon Chappelle — gravação musical
- Jay Healy — gravação vocal

## Desempenho nas tabelas musicais
| País — Tabela musical (1996)                       | Melhor posição |
| -------------------------------------------------- | -------------- |
| Estados Unidos — Hot R&B/Hip-Hop Songs (Billboard) | 69             |